# Ciclo do café
O ciclo do café foi um período da história econômica do Brasil, iniciado em meados do século XIX e findado em 1930, no qual o café foi o principal produto da economia brasileira. O ciclo do café sucedeu ao ciclo do ouro, que chegara ao fim após o esgotamento das minas algumas décadas antes, e pôs fim à crise econômica gerada por essa decadência.
O café fora trazido ao Brasil em 1727, mas nunca foi produzido em grande escala, sendo cultivado sobretudo para consumo doméstico. Sua produção ficava bem atrás da de outros produtos. O café só ascendeu devido a um cenário interno e externo favorável que tornou seu plantio vantajoso.
A produção de café se desenvolveu rapidamente ao longo do século XIX, de modo que na década de 1850 já era responsável por quase metade das exportações brasileiras. A região centro-sul foi escolhida para o plantio por oferecer as condições climáticas mais apropriadas e por ter solo mais adequado, conforme as necessidades do cafeeiro. A primeira grande região cultivada foi o Vale do Paraíba, e o trabalho nas lavouras era feito com mão de obra escrava. Com a decadência dessa região, o café foi levado para o oeste paulista, onde encontrou seu segundo grande local de cultivo. Começou a ser usada aí a mão de obra livre, especialmente a dos imigrantes europeus (em sua maioria italianos) que chegavam em grande número ao país no final do século XIX e início do XX.
O ciclo do café deixou marcas profundas no país, e suas consequências são perceptíveis ainda hoje. Foi durante esse período que o estado de São Paulo alcançou a primazia política e econômica que tem hoje. O café também deu forte impulso à industrialização, à construção de ferrovias e à urbanização.

## Antecedentes

### Decadência da mineração e crise econômica
Nos primeiros dois séculos do período colonial, o Brasil tinha uma economia exclusivamente agrícola, e sempre houve um grande produto que era o centro da economia. Foi assim durante o ciclo do pau-brasil, do açúcar e do algodão. Esse cenário só mudou no século XVIII com a descoberta de ouro e diamantes, dando início ao chamado ciclo do ouro. Daí em diante, a agricultura passou para o segundo plano. Embora não fosse um produto agrícola, percebia-se o mesmo padrão — o ouro passou a ser o principal produto da economia colonial, até seu declínio. Este ocorreu na segunda metade do século XVIII, período que ficou conhecido como o renascimento agrícola. Voltaram-se a plantar, principalmente, os mesmos produtos de antes.
Esse retorno à agricultura se deu sobretudo pelos seguintes motivos:
- o esgotamento das jazidas devido à quantidade e à rapidez com que o ouro foi extraído;[4]
- o rápido desenvolvimento da sociedade europeia ao longo do século XVIII;[3]
- o aumento das atividades econômicas e das relações comerciais no mundo no mesmo século, prenúncio da Revolução Industrial;[3] e, mais tarde;
- a abertura dos portos, que permitiu que o Brasil vendesse seus produtos para outros países além de Portugal, incentivando o aumento da produção agrícola.[4]

O fim do ciclo do ouro gerou também uma crise econômica, durante a qual o poder de compra da população era bastante inferior ao da fase áurea da mineração. Foi uma crise longa, que só terminaria no século seguinte, durante o período regencial (1831-1840), com a ascensão do café, que iria tomar o lugar do ouro como o principal produto da economia brasileira. O café também solucionou a "crise da independência". Por volta da época da Independência, houve uma crise caracterizada por uma duradoura estagnação das exportações.

### O café no Brasil antes do ciclo

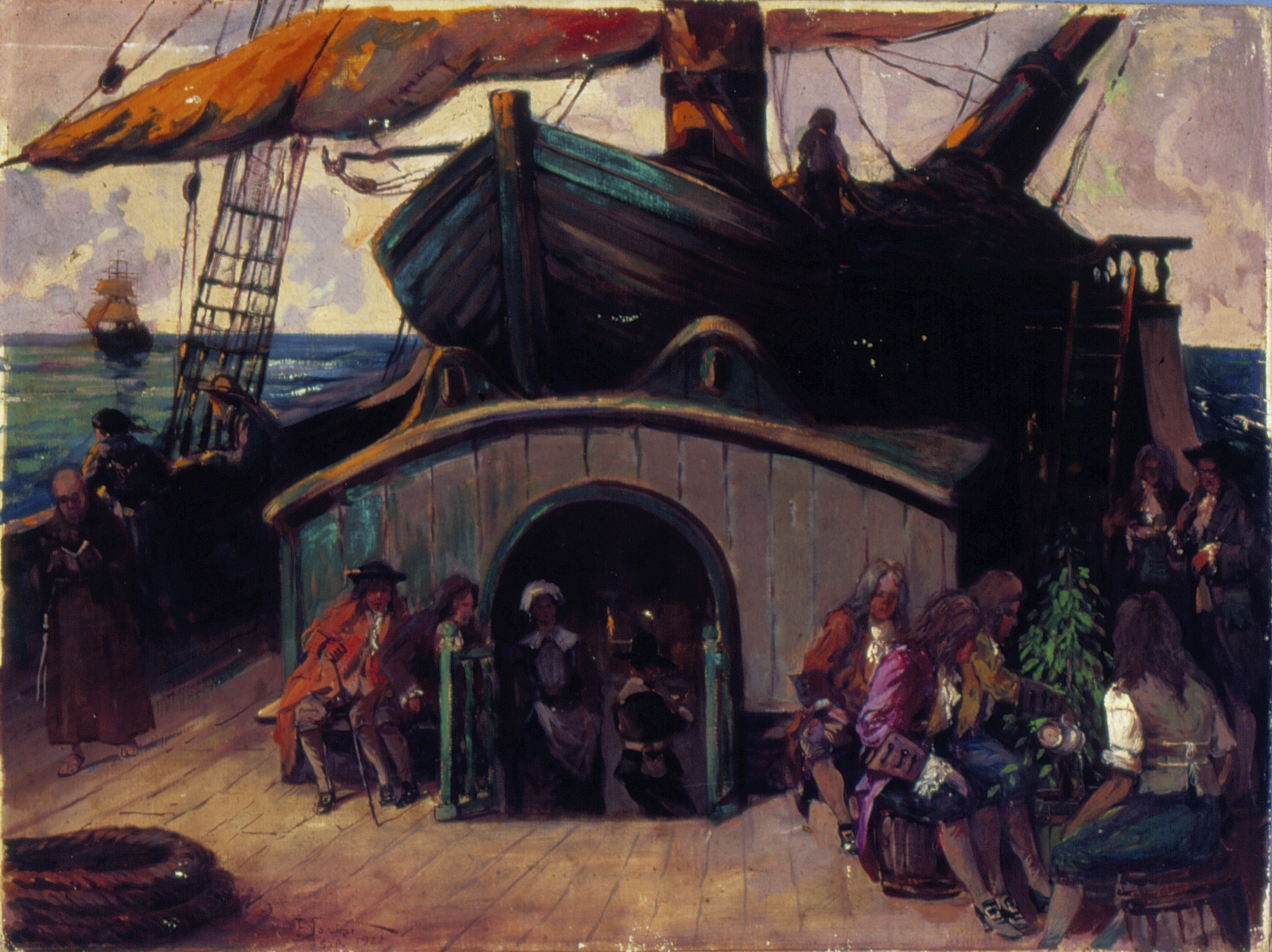
Primeiras Mudas de Café (1760), obra do pintor italiano Alfredo Norfini, retratando provavelmente o transporte das primeiras mudas do Pará ao Rio de Janeiro, fato ocorrido em 1760. No canto inferior direito, nota-se um cafeeiro sendo regado.

O café era cultivado no Brasil havia tempo, desde que fora trazido ao país em 1727 por Francisco Palheta. Desde então, o produto se espalhou pelo território nacional, mas não era cultivado comercialmente; era destinado sobretudo ao consumo doméstico. A cultura do café ficava muito atrás da do açúcar e do algodão. Além de o produto não possuir grande importância nos mercados mundiais, o café era difícil de se plantar, pois o cafeeiro é uma planta delicada que necessita de muitos cuidados; só vive bem em certas temperaturas, precisa de chuvas regulares e solo apropriado, e demora quatro ou cinco anos para crescer e produzir o grão.
Contudo, alguns motivos explicam por que se tornou vantajoso plantar café:
- nos primeiros anos do século XIX, o café se tornou mais requisitado, tendo se tornado, ainda no século XVIII, o principal alimento de luxo nos países ocidentais;
- a Inglaterra e a Holanda já cultivavam e vendiam o produto em grandes quantidades em suas colônias;
- os Estados Unidos, que consumiam muito café, após terem conquistado sua independência, diminuíram muito as compras do produto feito nas colônias inglesas, começando a procurá-lo em outro lugar. O Brasil foi escolhido por sua proximidade, sendo o transporte mais fácil.

## O ciclo

### Propagação e cultivo do café

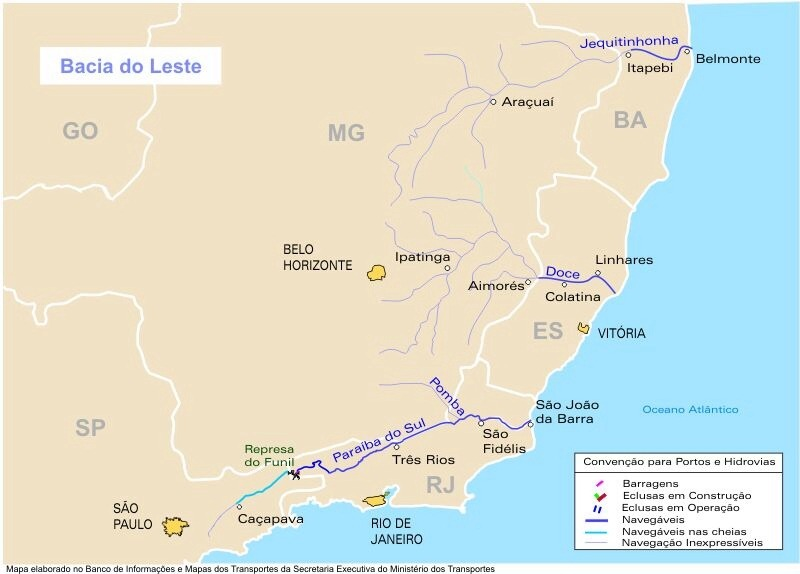
Rio Paraíba do Sul, no canto inferior do mapa

O café começou a ser plantado próximo do litoral, em quantidades relativamente pequenas quando comparadas ao montante que seria produzido mais tarde. As primeiras plantações surgiram nos vales das montanhas que circundam a cidade do Rio de Janeiro. Os cafezais acompanham o litoral, ultrapassando a província do Rio e chegando a São Paulo. No começo do século XIX, essa faixa costeira era uma importante zona produtora.
Mas o primeiro grande cenário da lavoura cafeeira foi o vale do rio Paraíba (entre Rio de Janeiro e São Paulo). Tendo começado a ser cultivado em 1825, o vale reunia, em meados do século XIX a "maior parcela da riqueza brasileira". As plantações seguiam o padrão das grandes plantations norte-americanas — vastas propriedades monoculturais que usavam trabalho escravo. Subindo o rio, os cafezais atingiam São Paulo e a região fronteiriça de Minas Gerais.
O café costumava ser cultivado de forma não a mais apropriada:
Até por volta de 1870, a bacia do rio Paraíba foi o principal centro produtor de café. Mas aconteceu ali o que já havia ocorrido nas terras do norte. Outra vez ninguém pensou em tratar o solo, em plantar certo. As fileiras de café subiam morro acima, verticalmente. Quando chovia, as águas corriam pelas valas existentes entre uma fileira e outra, carregando a terra. Plantava-se também sempre nos mesmos lugares, sem dar descanso ao chão. As matas eram devastadas, fazendo com que a região se tornasse árida, sem as mesmas chuvas de outrora. Aquela zona começou a empobrecer. E esse território, que chegara a ser muito rico, começou a produzir cada vez menos. Os homens foram embora e as plantações ficaram abandonadas.

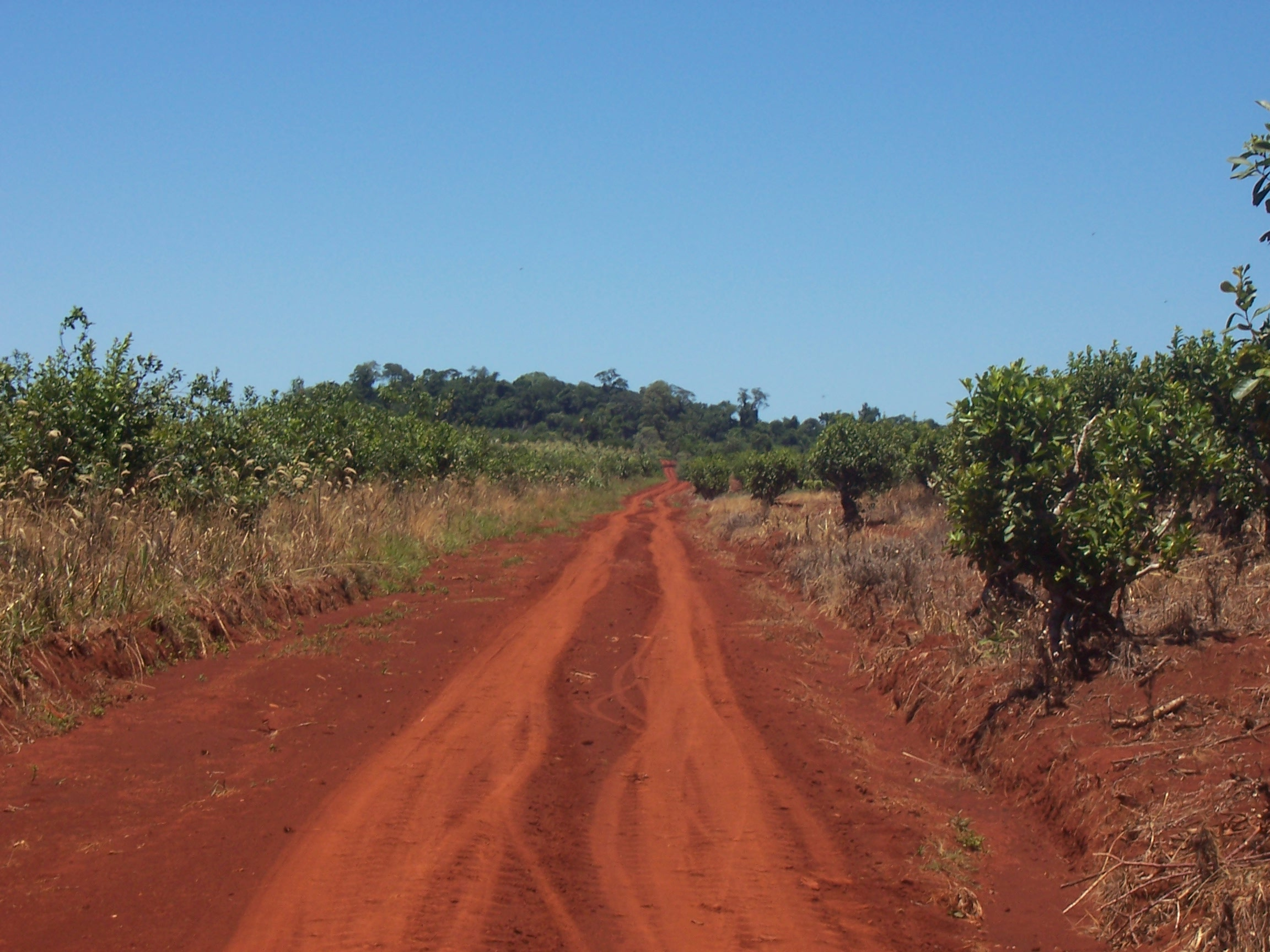
Terra roxa

Mais tarde, no fim do ciclo, repetiria-se com o café o que já acontecera com outros produtos no Brasil: o café passaria por uma fase de intensa prosperidade, seguida por outra de estagnação e decadência. Esse declínio é causado pelo esgotamento dos recursos naturais devido a um sistema de exploração intensivo e descuidado. O mesmo padrão pôde ser observado com outros produtos, como o ouro, o açúcar, o algodão, e, no início da história colonial, o pau-brasil. Não só a forma de cultivo era semelhante à de ciclos anteriores, mas também a fazenda em si tinha semelhanças com modelos de propriedade rural anteriores. Assim como os engenhos de açúcar, a fazenda contava com instalações que faziam dela uma unidade quase autossuficiente.
O Vale do Paraíba foi responsável pelo avanço do café até 1870, quando o oeste paulista ultrapassou sua produção. Depois de desgastado o solo do Vale, o café seguiu para o interior, atravessando a serra do Mar e a serra da Mantiqueira, onde encontrou o planalto de terra roxa, resultante da decomposição de rochas basálticas de origem vulcânica — melhor tipo de solo para o cafeeiro. Ao contrário do Vale, havia em São Paulo grandes planaltos, sobre os quais se estenderam enormes superfícies cultivadas. Formou-se um "mar de café". No final do século XIX, o café atingiu também o extremo-oeste da província de São Paulo. No oeste paulista, investiu-se na mão de obra livre, especialmente a dos imigrantes que chegavam em grande número.

### Mão de obra

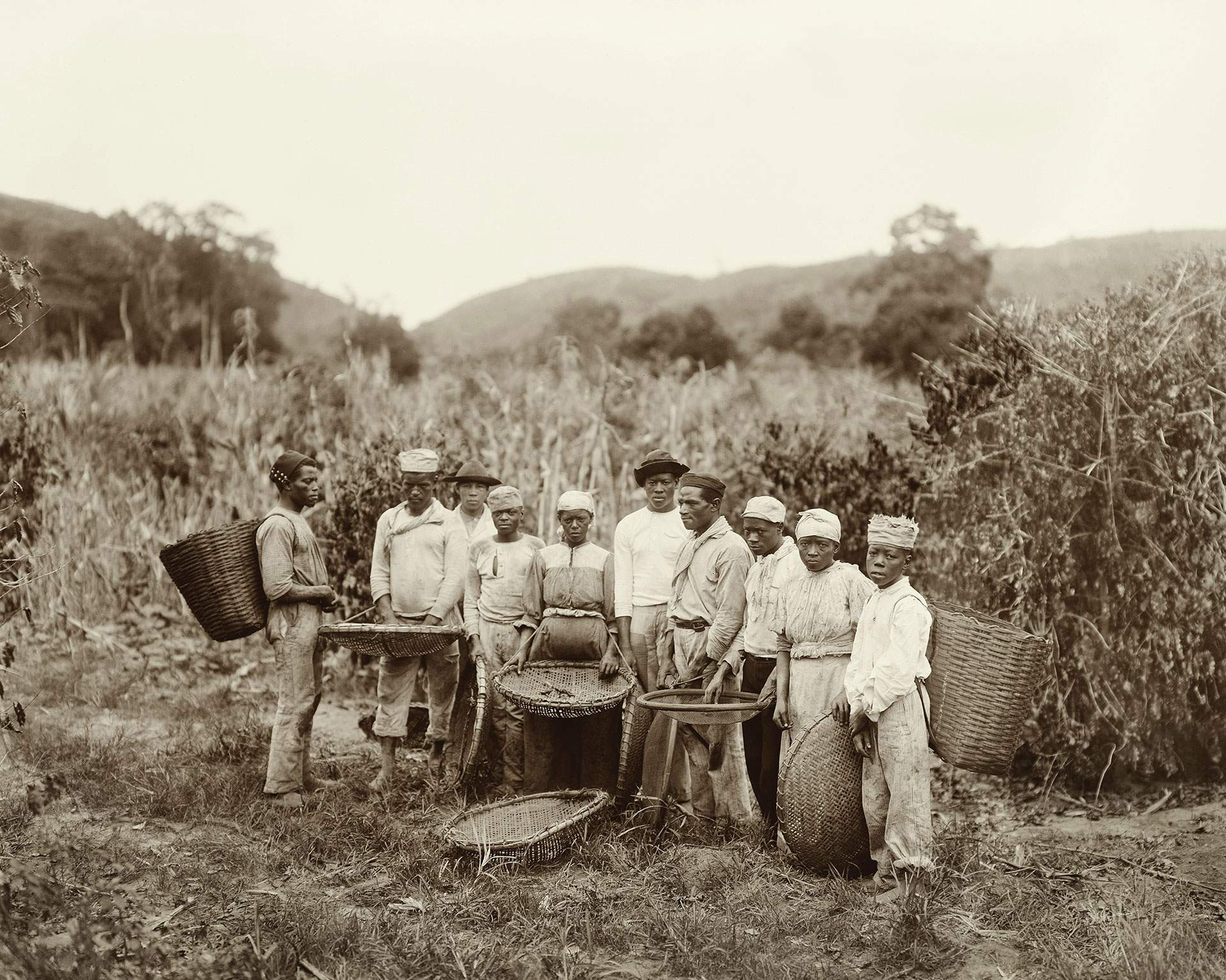
Escravos fotografados numa fazenda de café (c.1882).

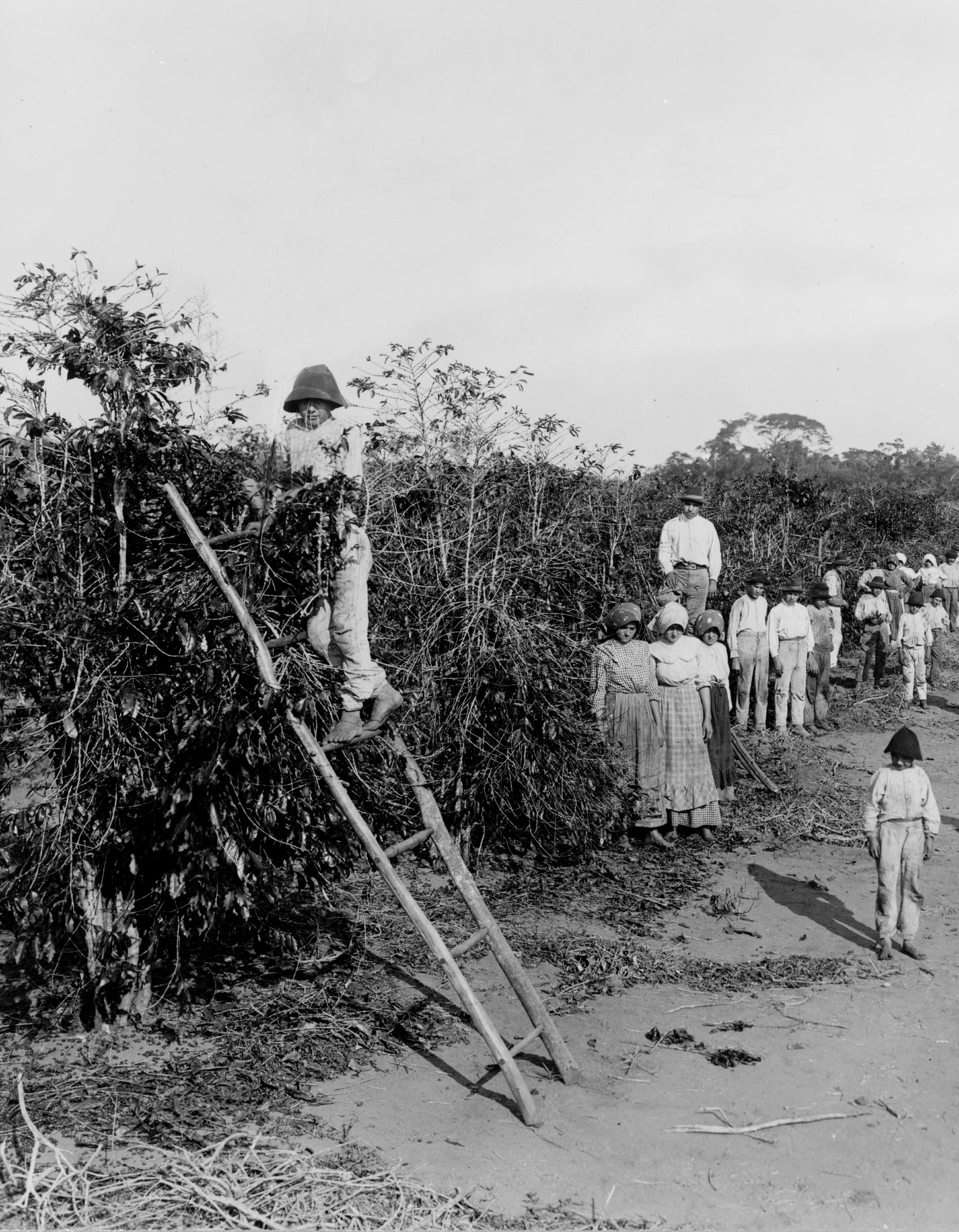
Imigrantes italianos (início do século XX).

No Vale do Paraíba, utilizava-se a mão de obra escrava. Mas, com a proibição do tráfico de africanos em 1850, tornou-se cada vez mais difícil e caro a aquisição de cativos. Por algum tempo, os produtores puderam contar com o tráfico interno, desviando escravos das regiões empobrecidas do norte para o sul mais próspero (ver seção "Migração forçada de escravos"). O constante aumento da produção, todavia, exigia uma força de trabalho cada vez maior, e fazia-se necessário encontrar alternativas para solucionar a escassez de mão de obra.
A solução foi utilizar trabalho livre: primeiro por meio do regime de parcerias, e, mais tarde, por meio do trabalho assalariado. Por volta de 1847, o senador Nicolau Vergueiro havia trazido colonos europeus para suas fazendas em São Paulo para trabalharem sob o regime de parceria, ou "meia". Nesse sistema, o proprietário cede a terra e o "meeiro" (o empregado por esse sistema) realiza o trabalho, sendo o produto final dividido entre os dois, meio a meio. O meeiro, com sua metade, deve ainda pagar suas despesas com roupas, alimentos, etc., obtidos do patrão. Ou seja, sobrava-lhe muito pouco. Esse sistema foi a causa da Revolta de Ibicaba.
O sistema foi adotado por outros fazendeiros, mas não foi bem sucedido. Depois, da década de 1870 em diante, com o grande incremento das lavouras e com a previsão de um fim da escravidão que não tardaria, voltou-se com mais interesse à adoção do trabalho livre, mas desta vez em um regime de contratação assalariado, e não mais no sistema de parcerias. Vieram sobretudo imigrantes italianos, por serem menos exigentes que os alemães, suíços e outros. Esses imigrantes – no começo da República – eram agora trazidos de seus países de origem com auxílio oficial, e encontraram amparo suficiente para seu estabelecimento definitivo. A forma de pagamento também era diferente. Os colonos geralmente recebiam um salário fixo anual e mais uma quota na ocasião da colheita, que era variável. Além disso, tinham direito ao cultivo de pequenas áreas para proveito próprio.
Como dito anteriormente, o cultivo do café no Vale do Paraíba baseava-se em técnicas rudimentares. O trabalho escravo era justamente o que fazia com que a produção permanecesse rudimentar, pois esse regime de trabalho não é um estímulo às inovações. No oeste paulista, por outro lado, os barões tinham maior espírito empreendedor. Nessa região:
[...] ocorreram mudanças no beneficiamento do café, etapa executada após a colheita e a secagem dos grãos. Máquinas modernas, como despolpadores, ventiladores e separadores, realizavam sozinhas a tarefa que, antes, exigia o trabalho de até noventa escravos. Também aumentaram a produtividade média das fazendas e a qualidade final do produto, que passou a ter preços melhores do que o de seus concorrentes do Vale do Paraíba. Os custos diminuíram.— Gomes, Laurentino (2013). 1889. São Paulo: Globo Livros. p. 157

### Números

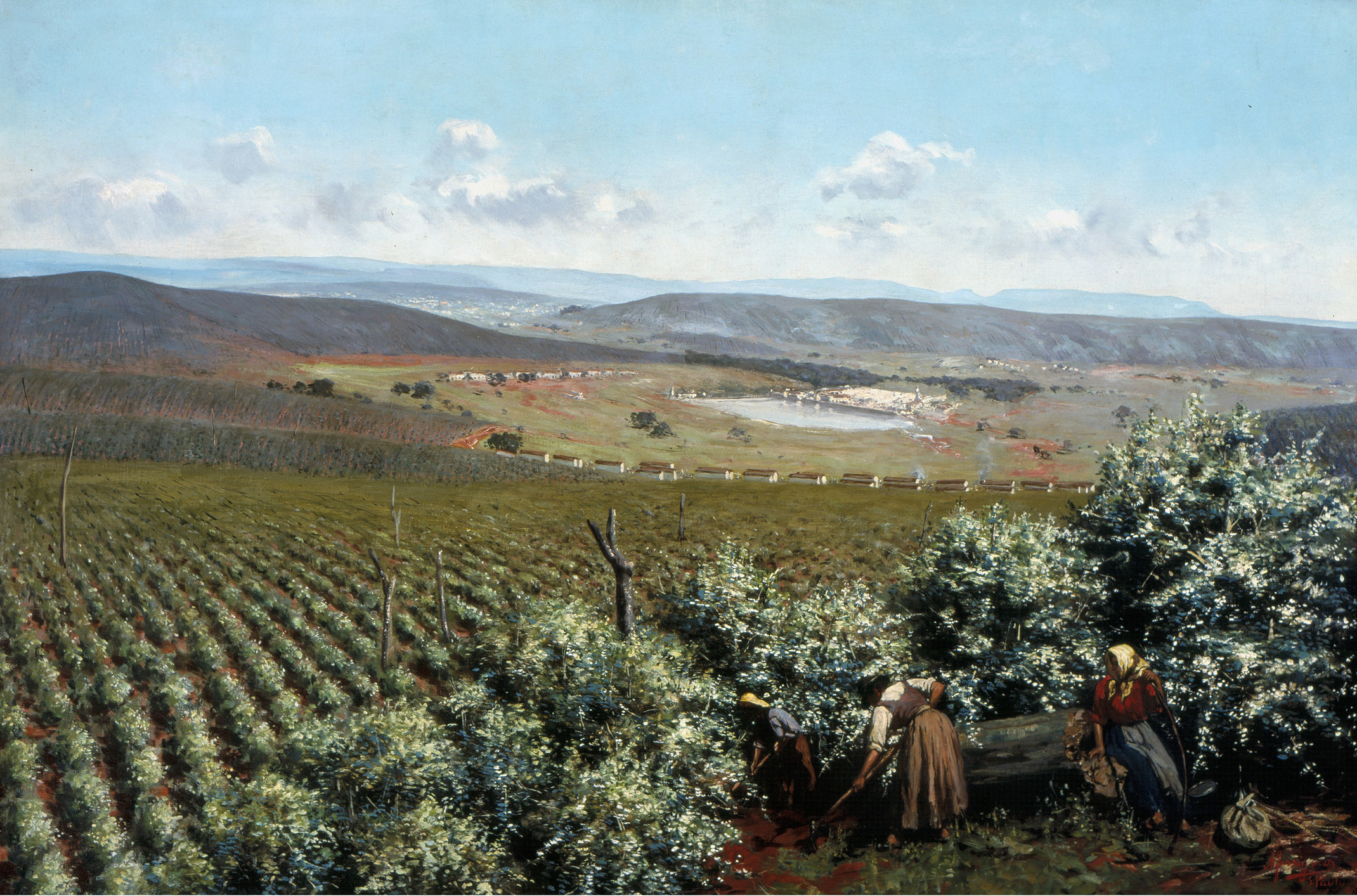
A Florada, quadro do pintor italiano Antonio Ferrigno (1903).

O grão foi o principal produto de exportação do país durante quase 100 anos. Ainda durante o Império, o Brasil se tornou o principal produtor mundial de café, sendo responsável por mais de 60% de todas as exportações do país. A partir de 1860, a balança comercial brasileira mostrou saldos positivos; isto é, o país vendia mais que comprava, o que era incomum para a época, pois o país geralmente importava mais do que exportava, já que necessitava dos produtos industrializados e manufaturados de países mais desenvolvidos.
Esse desenvolvimento adentrou a República (iniciada em 1889). Durante os primeiros anos do novo regime, em São Paulo, o número de pés de café passou de 220 milhões em 1890 para 520 milhões em 1900. Mais da metade do café consumido no mundo era brasileiro. Por outro lado, toda essa plantação de café — que já não era "mar", era "oceano" — levou à superprodução, dando início ao declínio do ciclo do café.

### Declínio
A superprodução causada pelo "oceano" de café deu início a um longo processo de declínio do ciclo, que duraria ainda algumas décadas. A quantidade de café a ser negociada excedia a demanda, tanto interna como externa. Essa produção em excesso gerou dois principais problemas:
- a queda dos preços — devido à lei da oferta e da procura; e
- a formação de estoques invendáveis. — Por estarem saturados os mercados internos e externos, e a produção exceder a demanda, esse café em excesso ia sendo acumulado cada vez mais. Por exemplo, em 1905, o estoque não vendido era de 11 milhões de sacas, ou 660 milhões de quilos, o equivalente a aproximadamente 70% do consumo mundial anual à época.

A crise da superprodução pôde ser contornada por algum tempo. O governo de São Paulo, por exemplo, estabeleceu um imposto para novas plantações. Mas o fato que mais contribuiu para diminuir a produção foi o próprio desinteresse dos produtores, já que produzir mais significava aumentar os estoques e ter mais dificuldades para a venda. Assim, a produção caiu pela metade ao longo de duas décadas: de 1901 a 1910 surgiram 150 milhões de cafeeiros novos, enquanto na década anterior foram plantados 300 milhões.

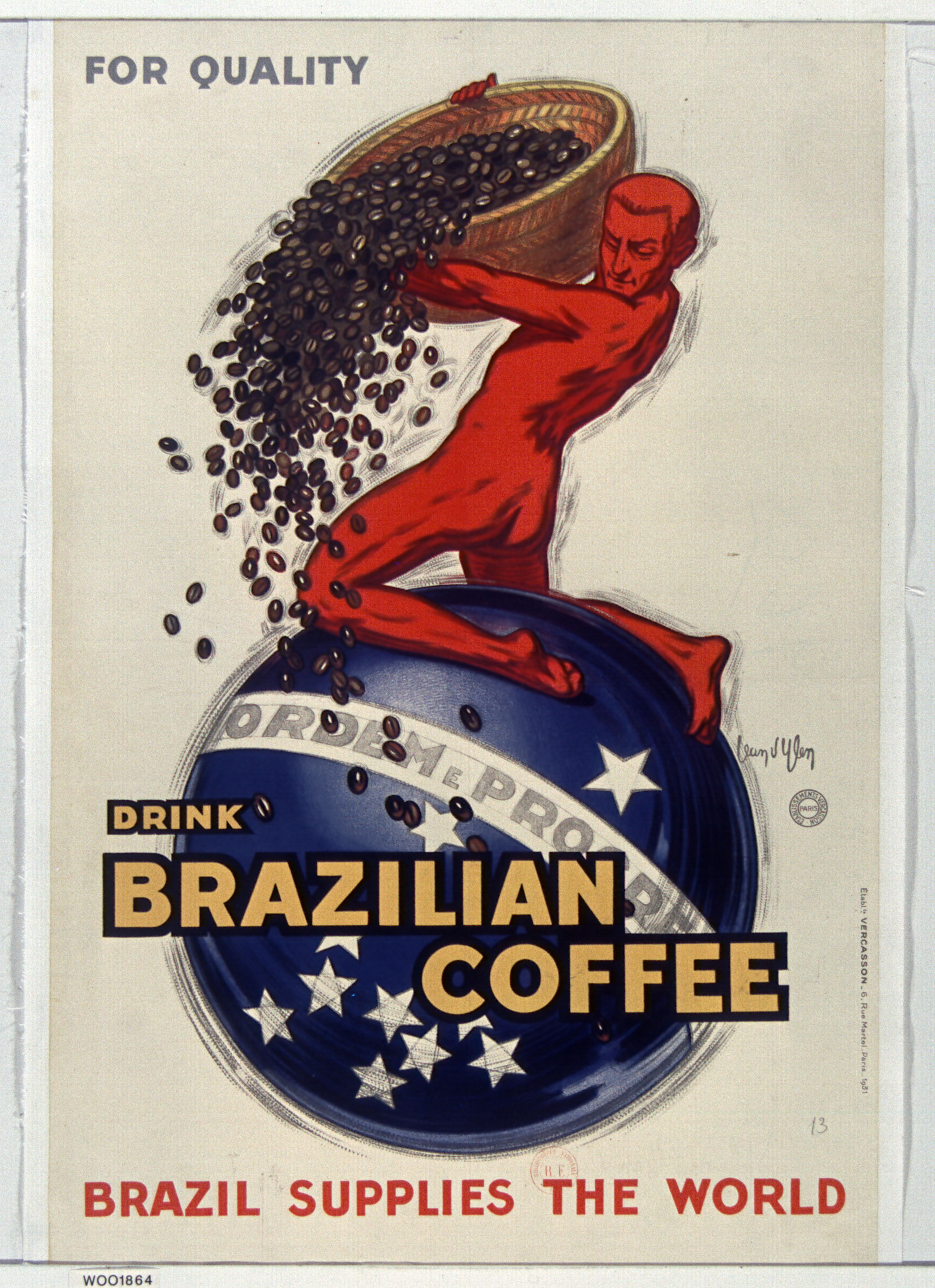
Propaganda parisiense (1931), do artista francês Jean d'Ylen. O cartaz é acompanhado de texto que diz: "Pela qualidade, beba o café brasileiro – o Brasil abastece o mundo".

Em 1906, surgiu o Convênio de Taubaté, um acordo entre os principais estados produtores de café que determinava ao governo comprar a produção excedente, a fim de que os produtores não tivessem prejuízo. Compras de café por parte do governo, bem como a queima de seus estoques, foram práticas corriqueiras ao longo do período de decadência do ciclo. Essa intervenção do Estado em prol de uma classe de produtores rurais aumentou no país a concentração de renda e atrasou o desenvolvimento de outros setores, como o industrial, além de adiar o fim do ciclo do café, que ocorreria apenas com a Revolução de 30.
Depois da Primeira Guerra Mundial, o governo mudou de estratégia: ele não compraria mais café, apenas regularia sua distribuição, e faria isso por meio do Instituto do Café. Essa instituição tinha permissão para reter o excedente de café. Ela evitava que a oferta de café brasileiro nos mercados internacionais ultrapassasse a procura, vendendo o café nas horas certas. Com isso, tinha controle sobre o preço do produto. A partir de 1926, o Instituto passou inclusive a aumentar os preços do produto no mercado internacional por meio do aumento da retenção da mercadoria. Essa estratégia também não foi bem-sucedida — e foi ainda agravada devido ao início da grande crise econômica de 1929, a Grande Depressão. Com essa crise, os Estados Unidos e a Europa diminuíram muito as compras do café, prejudicando muito as exportações do produto.
O café tinha importância tão grande na economia nacional, e sua crise era tão severa, que, ao ser perguntado sobre quem chefiaria a revolução contra o presidente Washington Luís, João Neves da Fontoura respondeu: "o general Café". O jornalista Assis Chateaubriand também afirmou ser o "general Café" o inimigo da ordem constituída. A revolução que colocou Getúlio Vargas e tirou Washington Luís do poder foi mais tarde conhecida como a Revolução de 1930. Mesmo com o fim do ciclo, o café não desapareceu do dia para a noite; a planta continuou tendo papel importante no cenário econômico do país.

## Consequências

### Desenvolvimento de São Paulo e industrialização
O impacto do café foi inestimável. O ciclo do café teve como consequência a liderança do estado de São Paulo no âmbito político e econômico. O estado viu sua população aumentar muito rapidamente e passou à liderança industrial no país. O dinheiro acumulado com as exportações do café foi um dos fatores que permitiram ao país iniciar uma fase de progresso, trazendo as primeiras indústrias, embora o Brasil permanecesse ainda um país agrícola e com estrutura econômica de caráter colonial. Em 1907, no primeiro censo-geral das indústrias brasileiras, São Paulo possuía 16% dos estabelecimentos industriais, atrás do então Distrito Federal (Rio de Janeiro). Contudo, com o aumento da população e o desenvolvimento do café, o estado passou rapidamente a ser responsável por 40% da produção industrial.

### Declínio dos barões do café

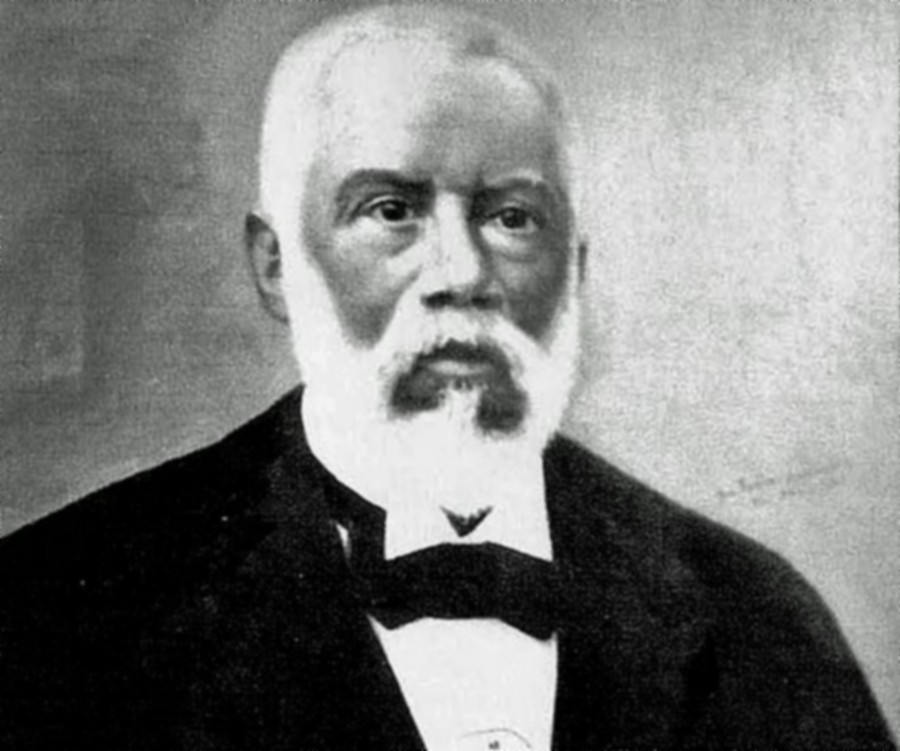
Francisco Paulo de Almeida (1826-1901), um dos mais ricos fazendeiros de café, primeiro e único Barão de Guaraciaba, título concedido pela Princesa Isabel.

Com o fim do ciclo, teve fim também a última grande elite social do Brasil: depois dos senhores de engenhos e dos grandes mineradores, houve os chamados "barões do café". O baronato acabava por ser uma espécie de legitimação de poder local, fazendo-os intermediários entre o povo e o governo. Pedro II distribuiu o título de barão em proporção significativamente maior que os que o antecederam no trono. No último ano da monarquia, 1889, o Brasil possuía 316 barões. Essa honraria era geralmente dedicada aos proprietários de terras que se destacavam pela riqueza material. Assim, o baronato virou marca distintiva dessa classe. Essas medidas do monarca visavam manter o apoio da elite ao regime, especialmente após a promulgação da Lei Áurea (ver: Pós-abolição no Brasil). Depois dessa lei, a concessão de títulos aumentou drasticamente. Mesmo assim, muitos barões do café apoiaram o golpe militar que instaurou o regime republicano no Brasil.

### Migração forçada de escravos
Com a proibição do tráfico negreiro com a África em 1850, foi necessário recorrer ao tráfico interno. Esse tráfico ocorria entre o Nordeste, onde as lavouras de cana de açúcar estavam em decadência, e as regiões produtoras de café no Sudeste, especialmente o Vale do Paraíba. Foi a maior migração forçada da história do Brasil. Essa migração gerou mudanças demográficas importantes. Por um lado, o número de escravos no Nordeste passou, de 1864 a 74, 774 mil para 435 mil. Por outro, o número de escravos passou de 645 mil para 809 mil nas zonas produtoras de café do Sudeste. A diferença foi maior na província de São Paulo, que viu o número de escravos dobrar (de 80 mil para 174 mil). O tráfico interno foi uma grande fonte de receita tributária para o governo. Em 1862, os impostos sobre a saída de escravos era responsável pela maior parte da arrecadação da província de Alagoas.

### Criação de ferrovias

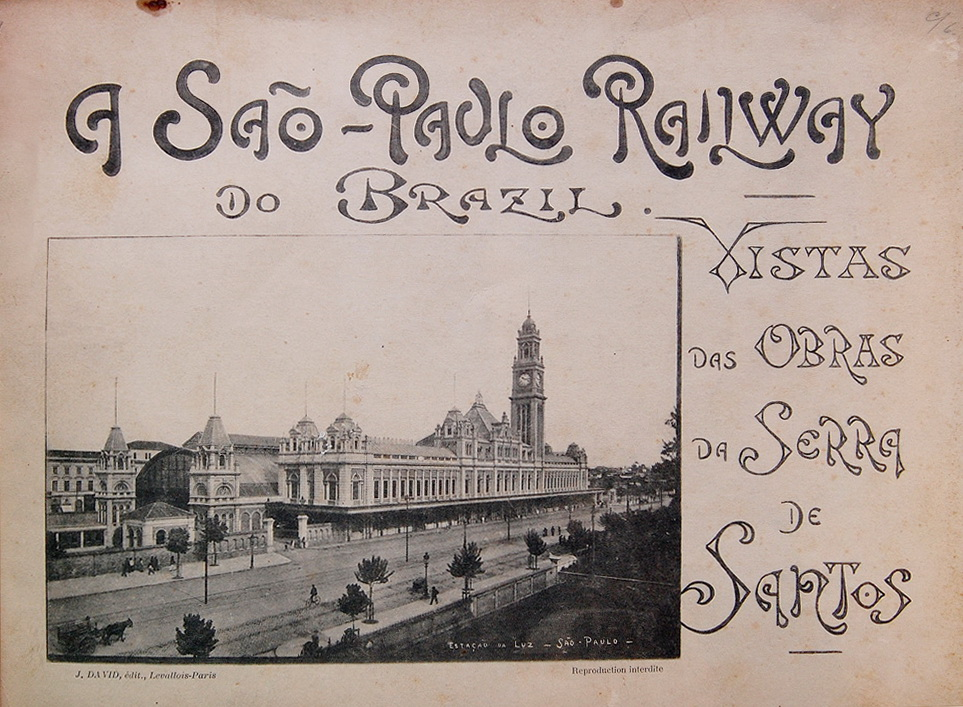
A São Paulo Railway, primeira ferrovia de São Paulo. A estrada foi responsável por ligar a capital da província ao porto de Santos, um dos principais pontos de escoamento do café para exportação.

As lavouras deram enorme impulso à criação de uma malha ferroviária capaz dar conta do escoamento do produto para os portos do Rio de Janeiro e de São Paulo. Em 1854 foi construída a primeira estrada de ferro do Brasil, por iniciativa do então Barão de Mauá, ligando a praia da Estrela, no Rio, à serra de Petrópolis. Os vagões eram puxados pela locomotiva Baroneza. Se nesse ano o país possuía 14,5 km de ferrovias, em 1899 esse número subiu para 14 mil quilômetros. Cerca de 8,7 mil km estavam apenas na região cafeeira. Em seguida, foram construídas a Estrada de Ferro Dom Pedro II — mais tarde chamada Estrada de Ferro Central do Brasil —, a Santos-Jundiaí, entre outras. Em 1860 foi construída a estrada de ferro que ligava São Paulo ao porto de Santos e a produção cresceu rapidamente na província nas décadas de 1880 e 1890. Em 1894, a produção que passava pelo porto de Santos superou a do Rio de Janeiro e tornou o porto o maior centro exportador de café do mundo.
Essas ferrovias foram financiadas, em parte, com capital britânico. O ciclo do café facilitou o acesso de bens e de capital da Inglaterra à economia brasileira por meio de pressões político-econômicas desse país sobre o Brasil. Esse processo contribuiu com o estabelecimento de um balanço de pagamentos cujo equilíbrio era sustentado principalmente pela exportação de produtos primários, especialmente o café, que deu continuidade ao ciclo do açúcar em termos de uma pauta exportadora predominantemente agrícola no país.
Além disso, a expansão das ferrovias em meio aos centros de produção de café acelerou a dependência das zonas rurais frente aos centros urbanos, deixando o domínio agrário de ser uma "baronia" para aos poucos se transformar em um "centro de exploração industrial". Uma evidência do maior protagonismo e importância da cidade é o fato de que, enquanto os engenhos de açúcar eram a moradia do senhor do engenho, as fazendas de café eram vistas como fonte de renda e meio de ganhar a vida, e os grandes proprietários viviam nas cidades. Isso gera um contraste marcante com o passado da colônia. Antes, as cidades eram praticamente abandonadas. Os donos de engenho as visitavam apenas ocasionalmente, e é possível dizer que a cidade vivia às custas do campo, e não o campo da cidade, o que é mais comum.

## Além do café
| Década | Café | Açúcar | Algodão | Fumo | Cacau | Borracha |
| ------ | ---- | ------ | ------- | ---- | ----- | -------- |
| 1830   | 43,8 | 24,0   | 10,8    | 1,9  | 0,6   | 0,3      |
| 1840   | 41,4 | 26,7   | 7,5     | 1,8  | 1,0   | 0,4      |
| 1850   | 48,8 | 21,2   | 6,2     | 2,6  | 1,0   | 2,3      |
| 1860   | 45,5 | 12,3   | 18,3    | 3,0  | 0,9   | 3,1      |
| 1870   | 56,6 | 11,8   | 9,5     | 3,4  | 1,2   | 5,5      |
| 1880   | 61,5 | 9,9    | 4,2     | 2,7  | 1,6   | 8,0      |
| 1890   | 64,5 | 6,0    | 2,7     | 2,2  | 1,5   | 15,0     |

Apesar da supremacia do café, outros produtos agrícolas mantiveram sua importância durante o Império. O açúcar se manteve como o segundo produto mais exportado, mesmo com a forte concorrência das Antilhas e do açúcar de beterraba feito na Europa. O açúcar permaneceu em segundo lugar até 1860, quando o algodão o ultrapassou. A prosperidade do algodão nessa época se deve à guerra de secessão nos Estados Unidos (década de 1860), na qual a produção de algodão daquele país caiu muito, fazendo com que seus compradores procurassem o Brasil. A borracha também teve um período de prosperidade, no final do século XIX, acarretando um surto de progresso no Amazonas e levando muitos nordestinos àquela região. A pobreza extrema já se fazia sentir no Nordeste, e esses sertanejos buscavam melhores condições de vida. A crescente indústria automobilística nos Estados Unidos e na Inglaterra deram impulso a esse produto. Tiveram desenvolvimento também no ciclo do café produtos como o açúcar, o fumo, a erva-mate e o couro.